# Bříza papírovitá
Bříza papírovitá (Betula papyrifera) je strom až 24 m vysoký, často vícekmenný s nepravidelně vejčitou korunou. Mladá borka bílá až narůžovělá s dlouhými lenticelami, snadno se odlupujícími v úzkých příčných pásech, starší borka naspodu kmene nepravidelně rozpukaná.

## Popis
Na mladých větévkách je sice kůra černohnědá, ale na kmeni i na silných větvích je křídově bílá až narůžovělá, hladká, zdobená příčnými lenticelami. Je tvořena tenkými vrstvičkami, které se papírovitě odlupují, aniž by došlo k hlubšímu poranění, které by mohlo vést k úmrtí stromu. Její bílá barva je připisována přítomnosti krystalů betulinu (voskovitá, vodu odpuzující látka), ve vrchních korových vrstvách.
Listy podstatně větší než u domácích bříz, asi 5–10 cm dlouhé a 3–5 cm široké. Na líci sytě, na rubu světle zelené. Střídavé nebo v přeslenech na zkrácených větévkách, trojboce vejčité, zašpičatělé, na bázi zaoblené nebo lehce srdčité, okraje dvakrát špičatě zubaté. Listy jsou poněkud tuhé, na rubu čepele černé žlázky, v úžlabí postranních žilek řídké chomáčky chloupků (na starších listech někdy chybějí), žilek 6–8 párů. Řapík 1,5–2,5 cm dlouhý, černě žláznatý, roztroušeně chlupatý.
Samčí jehnědy na jaře žluté, 6–10 cm dlouhé, plodní jehnědy široce válcovité, 2,5–5 cm dlouhé, převislé. Podpůrné šupiny trojklané, 5 mm dlouhé, s užším delším středním lalokem a postranními odkloněnými do stran, lem vždy širší, než semenné pouzdro.

## Rozšíření
Oblast rozšíření břízy papírovité se táhne rozsáhlým územím Severní Ameriky od atlantského pobřeží Kanady až k pacifickému pobřeží Aljašky, na východě podél Appalačského pohoří do New Yorku a Pensylvánie.

## Význam pro Česko
V parcích nejčastěji pěstovaný cizí druh. Proměnlivost v původním areálu značná, řada odchylek bývá hodnocena i jako samostatné druhy. Do Evropy introdukována v roce 1750, do Čech 1865. V Česku ceněnou okrasnou dřevinou, neboť je značně přizpůsobivá, snáší suché i zamokřené či živinami chudé půdy.

## Zajímavosti
Severoameričtí indiáni užívali voděodolnou kůru břízy jako vnější potah svých kánoí. Tenká sloupnutá vrstva se dá použít i jako papír, od toho je konečně odvozeno i vědecké druhové jméno stromu, stejně jako pojmenování v řadě národních jazyků.